# Saison 2017-2018 du Havre Athletic Club
Maillots
Chronologie
Saison précédente Saison suivante
La saison 2017-2018 du Havre Athletic Club est la 35e saison du club en Ligue 2.  Le club est engagé dans trois compétitions : la Ligue 2, la Coupe de la Ligue et la Coupe de France.

## Objectif du club
Dans un article du site officiel du Havre AC, le président Vincent Volpe donnait la priorité absolue sur la montée en Ligue 1.

## Préparation d'avant-saison
Six matchs amicaux sont organisés. Le bilan est de 0 victoire, 1 match nul et 5 défaites (4 buts pour, 9 buts contre).

## Compétitions
| Championnat de France | Coupe de France | Coupe de la Ligue | Barrage de Promotion |
| --------------------- | --------------- | ----------------- | -------------------- |
| 4e 66 points          | Septième tour   | Deuxième tour     | Deuxième match       |
| 19V 9N 10D            | 0V 0N 1D        | 1V 0N 1D          | 1V 0N 0D             |
| TOTAL: 21V 9N 12D     |                 |                   |                      |

### Championnat

#### Journées 16 à 19
| Rang | Équipe            | Pts | J  | G  | N | P | Bp | Bc | Diff |
| ---- | ----------------- | --- | -- | -- | - | - | -- | -- | ---- |
| 1    | Stade de Reims    | 44  | 19 | 14 | 2 | 3 | 36 | 12 | +24  |
| 2    | Nîmes Olympique   | 37  | 19 | 12 | 1 | 6 | 40 | 20 | +20  |
| 3    | AC Ajaccio        | 34  | 19 | 10 | 4 | 5 | 30 | 18 | +12  |
| 4    | Le Havre AC       | 34  | 19 | 10 | 4 | 5 | 27 | 15 | +12  |
| 5    | Stade brestois 29 | 34  | 19 | 10 | 4 | 5 | 29 | 22 | +7   |

#### Journées 35 à 38
| Rang | Équipe            | Pts | J  | G  | N  | P  | Bp | Bc | Diff |
| ---- | ----------------- | --- | -- | -- | -- | -- | -- | -- | ---- |
| 1    | Stade de Reims    | 88  | 38 | 28 | 4  | 6  | 74 | 24 | +50  |
| 2    | Nîmes Olympique   | 73  | 38 | 22 | 7  | 9  | 75 | 37 | +38  |
| 3    | AC Ajaccio        | 68  | 38 | 20 | 8  | 10 | 62 | 43 | +19  |
| 4    | Le Havre AC       | 66  | 38 | 19 | 9  | 10 | 53 | 34 | +19  |
| 5    | Stade brestois 29 | 65  | 38 | 18 | 11 | 9  | 58 | 43 | +15  |

#### Résultats par journée
| Journée   | 01  | 02  | 03  | 04  | 05  | 06 | 07 | 08 | 09 | 10 | 11 | 12 | 13 | 14 | 15 | 16 | 17 | 18 | 19 | 20 | 21 | 22 | 23 | 24 | 25 | 26 | 27 | 28 | 29 | 30 | 31 | 32 | 33 | 34 | 35 | 36 | 37 | 38 |
| --------- | --- | --- | --- | --- | --- | -- | -- | -- | -- | -- | -- | -- | -- | -- | -- | -- | -- | -- | -- | -- | -- | -- | -- | -- | -- | -- | -- | -- | -- | -- | -- | -- | -- | -- | -- | -- | -- | -- |
| Terrain   | E   | D   | E   | D   | E   | D  | E  | D  | E  | D  | E  | D  | E  | D  | E  | D  | E  | E  | D  | E  | D  | E  | D  | E  | D  | E  | D  | E  | D  | E  | D  | E  | D  | E  | D  | D  | E  | D  |
| Résultats | V   | V   | V   | V   | D   | N  | D  | V  | D  | V  | D  | N  | V  | N  | N  | V  | V  | D  | V  | N  | N  | N  | V  | D  | V  | D  | N  | D  | V  | D  | D  | V  | N  | V  | V  | V  | V  | V  |
| Points    | 3   | 6   | 9   | 12  | 12  | 13 | 13 | 16 | 16 | 19 | 19 | 20 | 23 | 24 | 25 | 28 | 31 | 31 | 34 | 35 | 36 | 37 | 40 | 40 | 43 | 43 | 44 | 44 | 47 | 47 | 47 | 50 | 51 | 54 | 57 | 60 | 63 | 66 |
| Place     | 1er | 1er | 1er | 1er | 1er | 2e | 4e | 4e | 7e | 5e | 8e | 8e | 6e | 6e | 7e | 7e | 3e | 4e | 4e | 6e | 5e | 5e | 5e | 6e | 5e | 5e | 7e | 8e | 8e | 8e | 9e | 9e | 8e | 9e | 7e | 5e | 5e | 4e |

### Matchs de barrages

#### Barrages de promotion
Le 5e au 3e de Ligue 2 prennent part à des playoffs en matchs unique dont le vainqueur affronte le 18e de la Ligue 1 dans le cadre d'un barrage aller-retour pour une place dans cette division la saison suivante. 
|  | Play-offs Ligue 2 - Match 1 | Play-offs Ligue 2 - Match 1 | Play-offs Ligue 2 - Match 1 | Play-offs Ligue 2 - Match 1 |       |       | Play-offs Ligue 2 - Match 2 | Play-offs Ligue 2 - Match 2 | Play-offs Ligue 2 - Match 2 | Play-offs Ligue 2 - Match 2 |  |  | Barrage Ligue 1 / Ligue 2 | Barrage Ligue 1 / Ligue 2 | Barrage Ligue 1 / Ligue 2 | Barrage Ligue 1 / Ligue 2 |
|  |                             |                             |                             |                             |       |       |                             |                             |                             |                             |  |  |                           |                           |                           |                           |
|  |                             |                             |                             |                             |       |       |                             |                             |                             |                             |  |  |                           |                           |                           |                           |
|  |                             |                             |                             |                             |       |       |                             |                             |                             |                             |  |  |                           |                           |                           |                           |
|  |                             |                             |                             |                             |       |       |                             |                             |                             |                             |  |  |                           |                           |                           |                           |
|  |                             |                             |                             |                             |       |       |                             |                             |                             |                             |  |  |                           |                           |                           |                           |
|  |                             |                             |                             |                             |       |       |                             |                             |                             |                             |  |  |                           |                           |                           |                           |
|  |                             |                             |                             |                             |       |       |                             |                             |                             |                             |  |  |                           |                           |                           |                           |
|  |                             |                             |                             |                             |       |       |                             |                             |                             |                             |  |  |                           |                           |                           |                           |
|  |                             |                             |                             |                             |       |       |                             |                             |                             |                             |  |  |                           |                           |                           |                           |
|  |                             |                             |                             |                             |       |       |                             |                             |                             |                             |  |  |                           |                           |                           |                           |
|  |                             |                             |                             |                             |       |       |                             |                             |                             |                             |  |  |                           |                           |                           |                           |
|  |                             |                             |                             |                             |       |       |                             |                             |                             |                             |  |  |                           |                           |                           |                           |
|  | 18e L1                      | Toulouse FC                 | 3                           | 1                           |       |       |                             |                             |                             |                             |  |  |                           |                           |                           |                           |
|  | 18e L1                      | Toulouse FC                 | 3                           | 1                           |       |       |                             |                             |                             |                             |  |  |                           |                           |                           |                           |
|  |                             |                             | 3e L2                       | AC Ajaccio                  | 0     | 0     |                             |                             |                             |                             |  |  |                           |                           |                           |                           |
|  |                             |                             |                             |                             | 0     | 0     |                             |                             |                             |                             |  |  |                           |                           |                           |                           |
|  |                             |                             |                             |                             |       |       |                             |                             |                             |                             |  |  |                           |                           |                           |                           |
|  |                             |                             |                             |                             |       |       |                             |                             |                             |                             |  |  |                           |                           |                           |                           |
|  | 3e L2                       | AC Ajaccio                  | 2 (5)                       | 2 (5)                       |       |       |                             |                             |                             |                             |  |  |                           |                           |                           |                           |
|  | 3e L2                       | AC Ajaccio                  | 2 (5)                       | 2 (5)                       |       |       |                             |                             |                             |                             |  |  |                           |                           |                           |                           |
|  |                             |                             | 4e L2                       | Le Havre AC                 | 2 (3) | 2 (3) |                             |                             |                             |                             |  |  |                           |                           |                           |                           |
|  | 4e L2                       | Le Havre AC                 | 4e L2                       | Le Havre AC                 | 2 (3) | 2 (3) | 2                           | 2                           |                             |                             |  |  |                           |                           |                           |                           |
|  | 4e L2                       | Le Havre AC                 |                             |                             |       |       |                             | 2                           |                             |                             |  |  |                           |                           |                           |                           |
|  | 5e L2                       | Stade brestois 29           | 0                           | 0                           |       |       |                             |                             |                             |                             |  |  |                           |                           |                           |                           |
|  | 5e L2                       | Stade brestois 29           | 0                           | 0                           |       |       |                             |                             |                             |                             |  |  |                           |                           |                           |                           |
|  |                             |                             |                             |                             |       |       |                             |                             |                             |                             |  |  |                           |                           |                           |                           |

| Match 1                 | Le Havre AC               | 2 - 0   | Stade brestois 29 | | |
| Mardi 15 mai 2018 20h45 | Fontaine 38e · Bonnet 88e | (1 - 0) |                   | Stade Océane, Le Havre Spectateurs : 13 591 Diffuseur : Canal+, beIN Sports 1 Arbitrage : Benoît Millot | Stade Océane, Le Havre Spectateurs : 13 591 Diffuseur : Canal+, beIN Sports 1 Arbitrage : Benoît Millot |
| Mardi 15 mai 2018 20h45 | Rapport                   |         |                   | Stade Océane, Le Havre Spectateurs : 13 591 Diffuseur : Canal+, beIN Sports 1 Arbitrage : Benoît Millot | Stade Océane, Le Havre Spectateurs : 13 591 Diffuseur : Canal+, beIN Sports 1 Arbitrage : Benoît Millot |

| Match 2                    | AC Ajaccio                                   | 2 - 2 a. p.           | Le Havre AC                        | Stade François-Coty, Ajaccio                                        |                                                                     |
| Dimanche 20 mai 2018 19h00 | Gimbert 16e · Camara 119e                    | (1 - 1, 1 - 1, 1 - 1) | 36e 111e (pen.) Mateta             | Diffuseur : Canal+ Sport, beIN Sports 2 Arbitrage : Frank Schneider | Diffuseur : Canal+ Sport, beIN Sports 2 Arbitrage : Frank Schneider |
| Dimanche 20 mai 2018 19h00 | Rapport                                      |                       |                                    | Diffuseur : Canal+ Sport, beIN Sports 2 Arbitrage : Frank Schneider | Diffuseur : Canal+ Sport, beIN Sports 2 Arbitrage : Frank Schneider |
| Dimanche 20 mai 2018 19h00 | Selemani · Laci · Camara · Lejeune · Gimbert | Tirs au but 5 - 3     | Ferhat · Guitane · Fontaine · Gory | Diffuseur : Canal+ Sport, beIN Sports 2 Arbitrage : Frank Schneider | Diffuseur : Canal+ Sport, beIN Sports 2 Arbitrage : Frank Schneider |

| Match aller                | AC Ajaccio | -   | Toulouse FC |                                                                |                                                                |
| Mercredi 23 mai 2018 20h45 |            | (-) |             | Stade François-Coty, Ajaccio Diffuseur : Canal+, beIN Sports 1 | Stade François-Coty, Ajaccio Diffuseur : Canal+, beIN Sports 1 |

| Match retour               | Toulouse FC | -   | AC Ajaccio |                                                     |                                                     |
| Dimanche 27 mai 2018 21h00 |             | (-) |            | Stadium, Toulouse Diffuseur : Canal+, beIN Sports 1 | Stadium, Toulouse Diffuseur : Canal+, beIN Sports 1 |

## Affluence
Affluence du Havre AC à domicile

## Bilan de la saison
- Premier but de la saison : 
  -  Ebenezer Assifuah,   9e lors de Tours FC - Le Havre AC, le 28 juillet 2017.
- Premier but sur penalty : 
  -  Jean-Philippe Mateta, lors de Évreux Athletic Club - Le Havre Athletic Club, le 12 novembre 2017.
- Premier doublé : 
  -  Ebenezer Assifuah,   68e   85e lors de Le Havre AC - AJ Auxerre, le 4 août 2017.
- But le plus rapide d'une rencontre : 
  -  Jean-Philippe Mateta,   2e lors de Chamois niortais Football Club - Le Havre AC, le 4 mai 2017.
- But le plus tardif d'une rencontre : 
  -  Zinedine Ferhat,   90+3e lors de Association Sportive Nancy-Lorraine - Le Havre AC, le 28 novembre 2017.
- Plus grand nombre de buts marqué contre l’adversaire : 4 buts
  - 4-1 lors de Le Havre AC - AJ Auxerre, le 4 août 2017.
  - 4-4 lors de Le Havre AC - Nîmes Olympique, le 8 août 2017.
- Plus grand nombre de buts marqué par l’adversaire : 4 buts
  - 4-4 lors de Le Havre AC - Nîmes Olympique, le 8 août 2017.
- Plus grand nombre de buts marqués dans une rencontre : 8 buts
  - 4-4 lors de Le Havre AC - Nîmes Olympique, le 8 août 2017.
- Plus large victoire à domicile : 3 buts d'écart
  - 4-1 lors de Le Havre AC - AJ Auxerre, le 4 août 2017.
- Plus large défaite à domicile : X buts d'écart
- Plus large victoire en extérieur : 3 buts d'écart
  - 0-3 lors de Tours FC - Le Havre AC, le 28 juillet 2017.
  - 0-3 lors de Paris FC - Le Havre AC, le 11 août 2017.
- Plus large défaite en extérieur : 1 but d'écart
  - 1-0 lors de Nîmes Olympique - Le Havre AC, le 25 août 2017.
- Meilleur classement de la saison en Ligue 2 : 
  - 1er de la 1re à la 6e journée.
- Moins bon classement de la saison en Ligue 2 :
- Plus grande affluence à domicile : 
  - 13 591 spectateurs lors de Le Havre AC - Stade brestois 29, le 15 mai 2018.
- Plus petite affluence à domicile : 
  - 4849 spectateurs lors de Le Havre AC - Nîmes Olympique, le 8 août 2017.

Mis à jour le 20 mai 2018.

## Autres équipes

### Équipe réserve
| Rang                            | Équipe           | Pts | J | G | N | P | Bp | Bc | Diff |
| ------------------------------- | ---------------- | --- | - | - | - | - | -- | -- | ---- |
| 4                               | FC Lorient rés.  | 14  | 7 | 4 | 2 | 1 | 13 | 6  | +7   |
| 5                               | FC Chartres      | 13  | 8 | 3 | 4 | 1 | 10 | 8  | +2   |
| 6                               | Stade briochin P | 11  | 8 | 3 | 2 | 3 | 15 | 16 | -1   |
| 7                               | Limoges FC P     | 10  | 8 | 2 | 4 | 2 | 11 | 11 | 0    |
| 8                               | Le Havre AC rés. | 10  | 8 | 3 | 1 | 4 | 8  | 14 | -6   |
| Promotion en National 2018-2019 |                  |     |   |   |   |   |    |    |      |

| J   | Date     | Rencontre              | Rencontre | Rencontre               | J   | Date     | Rencontre               | Rencontre | Rencontre              |
| --- | -------- | ---------------------- | --------- | ----------------------- | --- | -------- | ----------------------- | --------- | ---------------------- |
| J1  | 12.08.16 | HAC B                  | 1-0       | Fontenay VF             | J16 | 13.01.17 | HAC B                   | -         | Stade briochin         |
| J2  | 19.08.16 | Stade briochin         | 2-1       | HAC B                   | J17 | 20.01.17 | US Granville            | -         | HAC B                  |
| J3  | 26.08.16 | HAC B                  | 2-1       | US Granville            | J18 | 03.02.17 | HAC B                   | -         | St-Pryvé St-Hilaire FC |
| J4  | 02.09.16 | St-Pryvé St-Hilaire FC | 5-0       | HAC B                   | J19 | 10.02.17 | US Saint-Malo           | -         | HAC B                  |
| J5  | 09.09.16 | HAC B                  | 0-0       | US Saint-Malo           | J20 | 17.02.17 | HAC B                   | -         | FC Mantois             |
| J6  | 16.09.16 | FC Mantois             | 2-1       | HAC B                   | J21 | 03.03.17 | SO Romorantin           | -         | HAC B                  |
| J7  | 30.09.16 | HAC B                  | 1-0       | SO Romorantin           | J22 | 10.03.17 | HAC B                   | -         | Limoges FC             |
| J8  | 14.10.16 | Limoges FC             | 3-1       | HAC B                   | J23 | 17.03.17 | Trélissac               | -         | HAC B                  |
| J9  | 28.10.16 | HAC B                  | -         | Trélissac               | J24 | 24.03.17 | AC Boulogne-Billancourt | -         | HAC B                  |
| J10 | 04.11.16 | HAC B                  | -         | AC Boulogne-Billancourt | J25 | 07.04.17 | HAC B                   | -         | FC Lorient             |
| J11 | 18.11.16 | FC Lorient             | -         | HAC B                   | J26 | 14.04.17 | AS Vitré                | -         | HAC B                  |
| J12 | 25.11.16 | HAC B                  | -         | AS Vitré                | J27 | 21.04.17 | HAC B                   | -         | Stade rennais          |
| J13 | 09.12.16 | Stade rennais          | -         | HAC B                   | J28 | 28.04.17 | Le Mans FC              | -         | HAC B                  |
| J14 | 16.12.16 | HAC B                  | -         | Le Mans FC              | J29 | 12.05.17 | HAC B                   | -         | FC Chartres            |
| J15 | 20.12.16 | FC Chartres            | -         | HAC B                   | J30 | 19.05.17 | Fontenay VF             | -         | HAC B                  |

### U19 et U17 Nationaux
| Rang                                                     | Équipe      | Pts | J | G | N | P | Bp | Bc | Diff |
| -------------------------------------------------------- | ----------- | --- | - | - | - | - | -- | -- | ---- |
| 1                                                        | Le Havre AC | 0   | 0 | 0 | 0 | 0 | 0  | 0  | 0    |
| 2                                                        | RC Lens     | 0   | 0 | 0 | 0 | 0 | 0  | 0  | 0    |
| 3                                                        | Paris SG    | 0   | 0 | 0 | 0 | 0 | 0  | 0  | 0    |
| 4                                                        | Lille OSC   | 0   | 0 | 0 | 0 | 0 | 0  | 0  | 0    |
| 5                                                        | Paris FC    | 0   | 0 | 0 | 0 | 0 | 0  | 0  | 0    |
| Qualification en demi finale du Championnat U19 National |             |     |   |   |   |   |    |    |      |

| Rang                                                     | Équipe          | Pts | J | G | N | P | Bp | Bc | Diff |
| -------------------------------------------------------- | --------------- | --- | - | - | - | - | -- | -- | ---- |
| 1                                                        | Le Havre AC     | 0   | 0 | 0 | 0 | 0 | 0  | 0  | 0    |
| 2                                                        | Paris SG        | 0   | 0 | 0 | 0 | 0 | 0  | 0  | 0    |
| 3                                                        | SM Caen         | 0   | 0 | 0 | 0 | 0 | 0  | 0  | 0    |
| 4                                                        | Valenciennes FC | 0   | 0 | 0 | 0 | 0 | 0  | 0  | 0    |
| 5                                                        | Lille OSC       | 0   | 0 | 0 | 0 | 0 | 0  | 0  | 0    |
| Qualification en demi finale du Championnat U17 National |                 |     |   |   |   |   |    |    |      |

### Équipe féminine
| Rang                              | Équipe              | Pts | J | G | N | P | Bp | Bc | Diff |
| --------------------------------- | ------------------- | --- | - | - | - | - | -- | -- | ---- |
| 1                                 | Le Havre AC         | 15  | 5 | 5 | 0 | 0 | 28 | 1  | +27  |
| 2                                 | FC Féminin Rouen PE | 15  | 5 | 0 | 0 | 0 | 27 | 2  | +25  |
| 3                                 | AG Caennaise        | 15  | 5 | 0 | 0 | 0 | 27 | 3  | +24  |
| 4                                 | CS Thibervile       | 9   | 5 | 3 | 0 | 2 | 11 | 7  | +4   |
| 5                                 | FC Flerien          | 7   | 5 | 2 | 1 | 2 | 11 | 7  | +4   |
| Promotion en Division 2 2018-2019 |                     |     |   |   |   |   |    |    |      |